# Sanzhou (köpinghuvudort i Kina, Hubei Sheng, lat 29,55, long 112,94)
Sanzhou (kinesiska: 三洲, 三洲镇) är en köpinghuvudort i Kina. Den ligger i provinsen Hubei, i den centrala delen av landet, omkring 170 kilometer sydväst om provinshuvudstaden Wuhan. Antalet invånare är 25 619. Befolkningen består av 12 344 kvinnor och 13 275 män. Barn under 15 år utgör 20,0 %, vuxna 15-64 år 67 %, och äldre över 65 år 12,0 %.
Runt Sanzhou är det ganska tätbefolkat, med 248 invånare per kvadratkilometer. Närmaste större samhälle är Liulinzhou, 12,2 km sydost om Sanzhou. Trakten runt Sanzhou består till största delen av jordbruksmark.
Genomsnittlig årsnederbörd är 1 739 millimeter. Den regnigaste månaden är maj, med i genomsnitt 294 mm nederbörd, och den torraste är december, med 38 mm nederbörd.